# Omar Faruk Tekbilek
Omar Faruk Tekbilek ou Ömer Faruk Tekbilek (né en 1951 à Adana, Turquie) est un musicien polyinstrumentiste d'origine turque établi aux États-Unis. 
Musicien virtuose précoce, il a commencé sa carrière à huit ans en jouant de la flûte kaval tout en poursuivant des études religieuses pour devenir imam. C'est avec son oncle qui tenait un magasin de musique qu'il apprend à jouer de divers instruments : ney, zurna, bağlama, oud, daf, etc. À douze ans il en jouait déjà professionnellement.
En 1967 il rejoignit Istanbul où il devint un musicien de session très demandé et s'initia aux styles plus modernes tel l'arabesk. Il rencontra aussi les derviches Mevlevi qui influencèrent profondément son approche musicale à partir de l'esprit. Il découvrit aussi le yoga et le taï chi.
Quand, à 20 ans, il fit sa première tournée internationale comme membre d'un groupe folklorique, il rencontra sa future femme américaine, si bien qu'il émigra cinq ans plus tard. 
Il forma un groupe nommé Sultans avec un Égyptien, un Grec, et son beau-frère, et malgré cinq albums, resta un inconnu jusqu'à sa rencontre avec Brian Keane en 1988, qui devait produire six albums mémorables.
Musicien de renom, Omar a joué avec Don Cherry, Karl Berger, Ginger Baker, Ofra Haza, Simon Shaheen, Hossam Ramzy, Glen Velez, Bill Laswell, Arto Tuncboyaciyan, Mike Mainieri, Peter Erskine, Trilok Gurtu, Jai Uttal et Steve Shehan notamment.
Il définit sa musique comme « cosmique » ; elle se situe au carrefour du mysticisme, du folklore, de la romance, et de l'imagination. 

## Discographie
- Suleyman The Magnificent (1988)
- Fire Dance (1990)
- Beyond The Sky (1992)
- Fata Morgana (1994)
- Whirling (1994)
- Mystical Garden (1996)
- Crescent Moon (1998)
- One Truth (1999)
- Dance into Eternity (2000)
- Alif (2002)
- Tree Of Patience (2006)